# Hemioplisis apiculata
Hemioplisis apiculata är en fjärilsart som beskrevs av Johan Wilhelm Dalman. Hemioplisis apiculata ingår i släktet Hemioplisis och familjen mätare. Inga underarter finns listade i Catalogue of Life.